# Kyōgoku Takayoshi
Kyōgoku Takayoshi (京極 高吉?; 1508 – 28 febbraio 1581) è stato un samurai giapponese del periodo Sengoku, padre di Kyōgoku Takatsugu e appartenente al clan Kyōgoku.

## Biografia
Figlio di Kyōgoku Takakiyo era un vassallo del clan Azai. Venne esiliato dopo una disputa per la successione del clan con suo fratello maggiore Takanobu (sostenuto da Azai Sukemasa) ed entrò al servizio di Ashikaga Yoshiteru. Dopo l'uccisione di Yoshiteru, avvenuta nel 1565, Takayoshi prestò servizio con Ashikaga Yoshiaki. Perse il favore di Oda Nobunaga dopo che Yoshiaki fu bandito da Kyoto nel 1573.
I suoi figli furono Kyōgoku Takatsugu, Kyōgoku Takatomo e Kyōgoku Tatsuko.